# 5318 Dientzenhofer
5318 Dientzenhofer
5318 Dientzenhofer là một tiểu hành tinh bay quanh Mặt Trời. Nó được đặt theo tên Christoph Dientzenhofer (1655-1722) và his son Kilian Ignaz Dientzenhofer (1689-1751), members thuộc Dientzenhofer family of architects.